# Comunidad de bienes (España)
En el ordenamiento jurídico español, la comunidad de bienes se define en el artículo 392 del Código Civil como la situación en la que la propiedad de una cosa o derecho pertenece pro indiviso a una pluralidad de personas.
El Código Civil dedica íntegro su Título III del Libro Segundo a regular esta figura. Además, establece la supletoriedad de esta regulación, que no prevalecerá sobre las disposiciones realizadas en virtud de la autonomía de la voluntad, o bien sobre otras disposiciones especiales. Así se refleja en el segundo párrafo del mismo artículo 392, cuando afirma que la regulación que el Código Civil hace de esta figura será de aplicación en ausencia de contratos o disposiciones especiales.

## Nacimiento
Pese a su variedad, los supuestos de hecho que provocan el nacimiento de una comunidad de bienes suelen clasificarse en dos grandes grupos: las que tienen origen legal, y las que nacen en virtud de la autonomía de la voluntad, es decir, que tienen origen convencional.

### Origen legal
En la comunidad de bienes de origen legal, la propia ley atribuye a un determinado supuesto de hecho el nacimiento obligado de la situación de comunidad. Así, por ejemplo, el artículo 381 del Código Civil establece el nacimiento de una comunidad de bienes cuando se produzca la conmixtión. De igual manera, la comunidad nacerá en caso de que exista una pluralidad de herederos.

### Origen convencional
La comunidad de bienes también puede surgir como resultado de una manifestación de la autonomía de la voluntad, de manera que dos sujetos, mediante un negocio jurídico, podrán poner en común unos determinados bienes. También crearán la situación de comunidad de bienes en el caso de que se trate de un bien adquirido en común y cuyo objetivo sea el lucro de los comuneros.
Nótense las analogías que presenta la comunidad de bienes de origen convencional con la figura de la sociedad. No obstante, la doctrina ha tratado de diferenciar a ambas, introduciendo la idea de que la comunidad configura un patrimonio estático, en el que los comuneros se limitan al uso y disfrute, así como a conservarlo. Por su parte, la sociedad tiene un patrimonio dinámico, en movimiento, dirigido a conseguir ganancia partible para cada socio.

## Principios

### Democracia
El artículo 398 del Código Civil manifiesta un principio democrático en lo referente a la administración y mejor disfrute de la comunidad de bienes. Según el citado precepto, se seguirá un régimen de mayorías.
El mismo artículo comenta en su segundo párrafo que «no habrá mayoría sino cuando el acuerdo esté tomado por los partícipes que representan la mayor cantidad de los intereses que constituyan el objeto de la comunidad.» De esta manera, el Código Civil indica que se trata de una mayoría de cuotas o intereses sobre la comunidad, siendo indistinto el hecho de que exista o no una mayoría de comuneros si la suma de sus respectivas partes ideales de propiedad (cuotas) no fuera mayoritaria.

### Autonomía privada
Las normas por las que se rige la comunidad de bienes suelen proceder de la autonomía de la voluntad de los comuneros. Como ya se señaló, el artículo 392 del Código Civil indica que las normas del Título III tienden a poseer carácter dispositivo, pese a que existen excepciones a la regla general. De esta manera, serán aplicables en caso de que los comuneros no acuerden lo contrario mediante contratos, acuerdos o convenios.
De esta forma, acorde a la idiosincrasia jurídica del Derecho civil, se permite la posibilidad de regulación mediante la confluencia de las voluntades de los distintos comuneros, regulación que prevalecerá, a menos que una norma imperativa, cuyo contenido prevalece sobre la autonomía de la voluntad, diga lo contrario.

### Libertad individual
Pese a la situación de comunidad, los comuneros conservan cierta parcela de libertad individual, en la que su propia y exclusiva voluntad mantiene cierta capacidad de decisión sobre la cosa común. De esta manera, el artículo 400 del Código Civil concede al comunero la posibilidad de solicitar la división de la cosa común cuando lo crea oportuno. Por otro lado, el artículo 395, hablando de las obligaciones de contribución de los partícipes, menciona la posibilidad de que el comunero salga de la comunidad, quedando de esta manera exento de las obligaciones que le acarreen la permanencia en la situación de comunidad. Así, el Código plantea una doble vertiente de libertad individual, en la que el comunero no se ve forzado a permanecer en la comunidad, ni podrá verse forzado a soportar las cargas que conlleve. Evidentemente, para librarse de tales cargas, y para compatibilizar la situación con el resto de comuneros, es requisito sine qua non el que renuncie a su derecho sobre los bienes comunes.

### Proporcionalidad
De nuevo, el concepto de cuota procedente de la comunidad romana se manifiesta a la hora de establecer la división de cargas y beneficios entre los comuneros. De esta manera, según la proporción ideal de propiedad (cuota), el sujeto obtendrá un porcentaje de cargas y gastos, así como de beneficios. El principio de proporcionalidad reside en el artículo 393 del Código Civil, que además establece una presunción iuris tantum que implica que, a menos que se demuestre lo contrario, las cuotas de los comuneros se consideran iguales.

## Derechos y obligaciones

### Administración
En la administración de la cosa común se respeta el mencionado principio democrático, de manera que las decisiones se toman en función de lo que decida la mayoría (de cuotas, no de personas). Cabe destacar que el citado artículo 398 menciona la necesidad de un acuerdo y manifiesta como requisito indispensable el que se cite a los comuneros para deliberar antes de tomar el acuerdo, evitando, en todo caso, que se margine a los comuneros minoritarios.

### Gastos de conservación
Los partícipes de la situación de comunidad habrán de realizar una serie de gastos destinados a conservar la cosa, de manera que ésta sea útil para aquello a lo que se destine. El reparto de estos gastos entre los beneficiarios de la situación de comunidad se hará acorde a sus respectivas cuotas.
Tales gastos necesarios habrán de acordarse por los comuneros, excepto cuando exista una situación que requiera un desembolso urgente. En tal caso, uno de los comuneros podrá satisfacer el gasto, pudiendo, con posterioridad, reclamar al resto sus partes correspondientes.
Cabe señalar que el comunero quedará liberado de la contribución para los gastos de conservación cuando renuncie unilateralmente a su cuota, saliendo así de la situación de comunidad. Los comuneros que queden verán incrementada su cuota, así como los gastos que tendría que haber pagado aquel que renunció.

### Gastos de mejora
Dentro de gastos de mejora, se diferencia entre gastos útiles y gastos de lujo o recreo. En el primer caso, se considera que el desembolso va destinado a una mejora que suponga una mayor utilidad para la cosa común, de manera que para acordar un gasto útil, bastará con una aprobación de la mayoría, acorde a lo dispuesto en el artículo 398 del Código Civil.
Por otro lado, los gastos de lujo o recreo son los destinados a una mejora suntuaria o de lujo de la cosa común. En lo relativo al acuerdo para realizarlos, se sigue el régimen jurídico planteado para las alteraciones de la cosa común (art. 397), rigiendo el principio de unanimidad en la toma de decisiones.

### Uso y disfrute
Cada comunero puede hacer uso de lo común, siempre que respete su destino, el derecho que a su vez tiene el resto de comuneros, y en definitiva, el interés de la comunidad en su conjunto. La normativa que regula el artículo 394 del Código Civil ha de complementarse con lo dispuesto en el 398, que pone la capacidad de decisión en manos de la mayoría, debido a su atribución en lo referente al "mejor disfrute" de la cosa común.
El Tribunal Supremo se pronunció sobre esta cuestión interpretando que tal uso individual se ha de autorizar o consentir por el resto de comuneros, y afirmando también que sería un abuso de derecho que los comuneros impidieran el uso individual cuando no obtengan ningún beneficio o utilidad con dicho impedimento.

### Posesión
Los comuneros serán los poseedores de la cosa. Precisamente, el artículo 445 afirma que la cosa que permanece indivisa estará en posesión de las personas que integren la titularidad de la cosa común. De esta manera, se dota a los comuneros de la protección dispensada por las acciones posesorias.
Sólo cuando se produzca la división de la cosa común, se entenderá que cada antiguo comunero posee en exclusiva su parte correspondiente. Incluso, según se desprende del artículo 450, una vez dividida, se entenderá que cada comunero poseía exclusivamente su parte aun cuando la cosa permanecía indivisa.
Los distintos comuneros podrán ejercitar la acción posesoria frente a otro comunero cuando este último posea la cosa a título de dueño exclusivo y no para la comunidad.

## Límites de la división de la cosa común
Por lo que respecta a la posibilidad de pedir la división de la cosa común, como señala DE VERDA, esta tiene sus límites:
En primer lugar, la buena fe. El artículo 400.I Código Civil dice que cada comunero puede pedir la división en “cualquier tiempo”. Sin embargo, parece que esta facultad deberá ejercitarse conforme a las exigencias de la buena fe. En particular, cuando se constituya una comunidad de bienes con carácter voluntario para desarrollar una actividad económica. Por ejemplo, si se adquiere un local para instalar un restaurante, no parece conforme a la buena fe que uno de los comuneros pueda exigir en cualquier momento la división de manera arbitraria.
En segundo lugar, además la división se supedita a que no exista pacto en contrario, el cual no podrá superar los diez años (art. 400.II Código Civil), límite que también se aplica a las prórrogas posteriores que pudieran pactarse. Si lo superara, el pacto de indivisión sería nulo, pero solamente en cuanto al exceso, por aplicación de la doctrina de la nulidad parcial del negocio jurídico. Sin embargo, parece que, aun habiendo pacto de indivisión, ésta podría pedirse si concurre justo motivo para ello.
En tercer lugar, la división tiene como límite lógico la indivisibilidad material de la cosa. Cuando la comunidad recaiga sobre varios bienes, la indivisibilidad debe tener en cuenta la naturaleza de cada uno de ellos, dado que en la comunidad romana los partícipes tienen cuotas sobre cada uno de los bienes de titularidad conjunta.
Dice el artículo 404 Código Civil que “Cuando la cosa fuere esencialmente indivisible (por ejemplo, una vivienda, un vehículo o una nave industrial) y los condueños no convinieren en que se adjudique a uno de ellos indemnizando a los demás, se venderá y repartirá su precio” (lógicamente, en proporción a sus respectivas cuotas). En este sentido, la Sentencia del Tribunal Supremo de 10 de enero de 2008 afirma que, si se ha pedido la división material de la cosa y la misma es imposible, el juez puede acordar la venta en pública subasta, sin incurrir en incongruencia.
En cuarto lugar, la indivisibilidad puede ser, no sólo material o esencial, sino también funcional. Es decir, motivada por criterios económicos (la jurisprudencia suele denominar a este tipo   “indivisibilidad jurídica”). En este sentido, el artículo 401.I Código Civil, afirma que “los copropietarios no podrán exigir la división de la cosa común, cuando de hacerla resulte inservible para el uso a que se destina”.

## Qué puede y qué no puede hacer un comunero vigente la comunidad de bienes
Tal y como expone DE VERDA:
- El art. 394 CC reconoce a cada partícipe una facultad individual de usar las cosas comunes, estableciendo, así, como regla general, un uso solidario de las mismas, que no se halla en función de la cuota de cada uno de ellos [SSTS 23 de marzo de 1991 (Tol 1728312) y 7 de mayo de 2007 (Tol 1075936)], pero “siempre que disponga de ellas conforme a su destino y de manera que no perjudique el interés de la comunidad, ni impida a los copartícipes utilizarlas según su derecho”, por lo que, como observa la STS 22 de junio de 2012 (LL 2012, 44089), cabe el ejercicio de los interdictos, cuando un copropietario se arrogue, en su beneficio y de manera exclusiva, el disfrute de la posesión de la cosa común, privando de ella a los demás partícipes.
- Los gastos de conservación, necesarios para evitar la pérdida o deterioro del bien, son cargas de la comunidad, por lo que han de ser satisfechos por todos los partícipes (art. 393 CC). No obstante, si son pagados por uno de los comuneros en su integridad, éste tiene acción para exigir su reintegro a los demás en proporción a sus respectivas cuotas (art. 395.I CC).
- Los actos de administración han de ser adoptados por acuerdo de los partícipes, que representen la mayoría de cuotas de la comunidad. Así se deduce del art. 398.I CC, que, sin embargo, es un precepto de Derecho dispositivo, por lo que cabe establecer un sistema de adopción de acuerdos distinto. Por ejemplo, se puede pactar que sea necesario el voto favorable de partícipes, que representen 2/3 de las cuotas o, incluso, exigirse la unanimidad; es también posible acordar un sistema de administración unipersonal.
- A diferencia de lo que sucede respecto de los actos de administración, para realizar “alteraciones en la cosa común”, se requiere la unanimidad o acuerdo de todos los partícipes.
- La jurisprudencia tradicional ha venido sosteniendo que los actos de disposición sobre la cosa común, realizados por uno o varios comuneros sin el consentimiento de todos ellos, son nulos, en general, por falta de poder de disposición de los enajenantes [SSTS 29 de abril de 1986 (Tol 1735170), 17 de febrero de 2000 (Tol 2406), 13 de noviembre de 2001 (Tol 133275), 9 de octubre de 2008 (Tol 13860499), 7 de marzo de 2012 (Tol 2481162) y 26 de marzo de 2012 (Tol 2498273)].
- La jurisprudencia admite que cada comunero pueda actuar en beneficio de la comunidad, bien ejercitando acciones, bien oponiendo excepciones [SSTS 3 de julio de 1981 (Tol 1739575), 14 de marzo de 1994 (Tol 1665312) y 6 de junio de 1997 (Tol 215359)], pero siempre que no exista oposición judicial de los demás comuneros [SSTS 8 de abril de 1965 (RAJ 1965, 2150) y 31 de enero de 1973 (RAJ 1973, 100)], por lo que no requiere un litisconsorcio activo necesario.
- Por el contrario, en el que caso de que la demanda se dirija contra la comunidad, deberán ser demandados todos los comuneros, dándose una situación de litisconsorcio pasivo necesario [SSTS 22 de noviembre de 1993 (Tol 1663523), 2 de diciembre de 1994 (Tol 1665499) y 16 de febrero de 1998 (Tol 169683)].